# 키바소
키바소(이탈리아어: Chivasso [kiˈvasso]로 발음[*]; Piedmontese : Civass)는 토리노에서 북동쪽으로 약 20km(12마일) 떨어진 이탈리아 피에몬테주에 있는 토리노 광역시에 있는 코무네이다. 키바소의 인구는 약 27,000명이다.

## 역사
키바소의 잘 알려진 역사는 프리드리히 바르바로사가 포강에 있는 가난한 어촌을 몬페라토 변경백국 후작에게 영지로 준 1164년에 시작된다.

## 지리
키바소는 오르코강(Orco) 어귀 근처의 포강의 좌안에 위치해 있다.
키바소의 지방 자치 단체에는 프라치오니(주로 마을과 작은 마을) Montegiove, Betlemme, Torassi, Castelrosso, Pogliani, Borghetto, Mosche, Mandria, Boschetto 및 Pratoregio가 있다.
키바소는 마체, 칼루소, 산베니뇨카나베세, 몬타나로, 론디소네, 베롤렌고, 볼피아노, 브란디초, 산세바스티아노다포, 카스타녜토포, 산라파엘레치메나와 접해 있다.
이름은 로마에서 유래했을 것으로 보인다.(오늘날 현지 회사에서 사용하는 Clavasium)

## 볼거리
15세기 대성당의 외관은 테라코타 조각상으로 장식되어 있다. 수백만 명의 팔로워를 보유한 유명한 틱톡 스타인 카비 라메(Khaby Lame)도 대부분의 삶을 이탈리아 키바소에서 거주한 것으로 알려져 있다.

## 교통
키바소역은 1856년에 개장했으며, 토리노-밀라노 철도의 일부를 형성한다. 각각 아오스타, 아스티 및 카사레 몬페라토로 가는 다른 3개 노선의 교차점이기도 하다.

## 키바소의 복자 안젤로 칼레티
키바소는 15세기 신학자 안젤로 카를레티(Angelo Carletti)의 출생지였다. 마을 사람들은 그가 사망한 쿠네오의 사람들과 마찬가지로 그의 추모를 공경했으며, 1753년 그를 시복한 교황 베네딕토 13세에 의해 이 숭배가 인정되었다. 그의 축일은 공식적으로 4월 12일이지만, 그의 고향 키바소에서는 매년 8월 말에 매년 8월 말에 오래된 시골 축제와 함께 기념된다.